# Tchami
Martin Joseph Léonard Bresso (París, 12 de maig de 1985), més conegut pel seu nom artístic Tchami, és un productor musical i DJ francès. A banda de la seva carrera en solitari, és un dels membres del col·lectiu Pardon My French i és considerat com un dels pioners del Future House.
Després de publicar diversos senzills i EPs, el 23 d'octubre de 2020 Tchami va publicar el seu primer àlbum d'estudi Year Zero.

## Inicis
La família de Tchami sempre ha estat molt interessada en la música. Ell va començar a tocar el piano amb quatre anys i va rebre formació clàssica fins als 13. Primer es va interessar en el hip-hop francès i després en la múisca house. Va conèixer DJ Snake durant la seva adolescència.

## 2013 - 2014: primers llançaments
Tchami va publicar l'EP Promesses/Shotcaller, que inclosa les seves dues primeres produccions originals a l'Agost del 2013 Unes setmanes més tard va estrenar la seva remescla a You Know You Like it d'AlunaGeorge, que l'any 2015 seria llançada oficialment i guanyaria popularitat arran de la seva aparició a la pel·lícula We Are Your Friends. A més, l'any 2013 va co-produir tres cançons per al quart treball discogràfic de Lady Gaga ARTPOP. El mes d'Abril del 2014, Tchami va publicar Untrue. Durant aquest període també va llançar diverses remescles oficials per a senzills com Turn it Up de Mercer, Mecanical d'Oliver o Wizard de Martin Garrix i Jay Hardway.

## 2015: Promesses i After Life
El mes de gener del 2015, Tchami va rellançar Promesses sota la discogràfica Ministry of Sound. Gràcies a això, Promesses es va convertir en el primer (i de moment únic) senzill de Tchami en assolir el top 10 al Regne Unit. Al mes de Novembre Tchami va fundar el seu segell discogràfic Confession. Al mes de Desembre va publicar a través del seu propi segell el seu EP The After Life, que inclou els senzills Afterlife i Missing You.

## 2017: Revelations EP
El 3 de Febrer del 2017, Tchami va estrenar el senzill Adieu, primer avançament del seu segon EP. Al mes de Juliol, Tchami va estrenar el senzill World To Me, una altra de les cançons que formarien part del seu proper projecte. El 25 d'Agost, Tchami va publicar el seu segon EP Revelations.

## 2020: Year Zero
El 21 de Febrer, Tchami va anunciar el llançament de Ghosts i Proud, els dos primers avançaments del seu àlbum, pel dia 25. El 22 de Maig, Tchami va desvelar la portada i el títol del seu primer àlbum d'estudi. El dia 29 va publicar dos avançaments de Year Zero: Born Again i Buenos Aires. El 25 de Setembre va arribar un nou avançament del disc: Faith. El 9 d'octubre Tchami va publicar la seva col·laboració amb el raper estatunidenc Gunna, anomenada Faith.
El 12 d'Octubre finalment va anunciar la llista de cançons que formarien part de Year Zero i que es posaria a la venda el 23 d'octubre.